# Otello Perugini
Otello Perugini (Macerata, 3 febbraio 1894 – 1966) è stato un politico e antifascista italiano.

## Biografia
Ragioniere, commerciante di mobili di professione, fu assessore supplente per il Partito Popolare Italiano al comune di Macerata nel 1921, poi allontanato dalla politica con l'affermarsi della dittatura fascista. Passato alla neocostituita Democrazia Cristiana, fu attivo nella Resistenza maceratese, membro del Comitato di liberazione nazionale provinciale e vicesindaco della città nella prima giunta dopo la liberazione guidata da Ferdinando Lori. Il 5 ottobre 1944 venne nominato sindaco di Macerata dal prefetto con il beneplacito del CLN.
In seguito alle prime elezioni democratiche del 1946, Perugini fu riconfermato sindaco, e così nuovamente alle successive elezioni del 1951, restando in carica fino al 1956, quando venne superato nelle votazioni da Franco Micucci Cecchi (che tuttavia rassegnò le dimissioni il giorno stesso). È ricordato come il "sindaco della ricostruzione" del dopoguerra, e anche come il "sindaco delle fontanelle", per la sua iniziativa di installare venticinque fontane nel territorio del comune.
Fu presidente della Camera di commercio, industria e agricoltura di Macerata dal 1960 al 1966, anno della sua morte.